# Музей шведської армії
Музей шведської армії (швед. Armémuseum) — музей військової історії, розташований у районі Естермальм у Стокгольмі. Знову відкрився в 2002 році після тривалого періоду закриття, а в 2005 році був удостоєний звання найкращого музею Стокгольма. Його експозиції ілюструють військову історію Швеції і шведської армії.

## Історія
З моменту відкриття в 1879 році Музей армії знаходиться в Artillerigården в Естермальмі, Стокгольм. З середини 17 століття це місце використовувалося у військових цілях, і майже 300 років тут знаходився головний склад артилерії. Сучасні будівлі були зведені в другій половині 18 століття. Спочатку музей був відомий як Музей артилерії, а на початку 1930-х років змінив назву на Музей армії, щоб точніше відобразити напрямок діяльності музею. У 1943 році музей зазнав капітального ремонту і відкрився в новому сучасному приміщенні.

## Виставки
Експонати демонструють умови життя солдатів, їхніх сімей та населення загалом як у воєнний, так і в мирний час. Серед них фігури воїнів минулих століть у натуральну величину, а також сцени великих битв шведських військ, зброя, військовий одяг та інші атрибути війни. У спеціальній кімнаті виставлені трофеї та прапори армій, розгромлених Швецією у XVII—XVIII століттях.
У музеї також розміщено міні-виставку про Рауля Валленберга, відомого шведського дипломата, який в останні місяці Другої світової війни врятував тисячі євреїв від нацистів.
У музеї зберігаються унікальні пам'ятки української історії: козацькі прапори та експонати зі Львова й Полтави. У 2023 hjws проводилася виставка, присвячена війні в Україні.

15 лютого 2024 року в Музеї шведської армії Королівська родина Швеції та Президент України відкрили знакову міжнародну музейну виставку «Перехрестя: 1000 років спільної історії Швеції та України». У експозиції представлені експонати з київських музеїв. В межах виставки Львівський історичний музей презентував у Швеції рідкісні експонати, пов'язані з історією України XVII–XVIII століть.

## Галерея

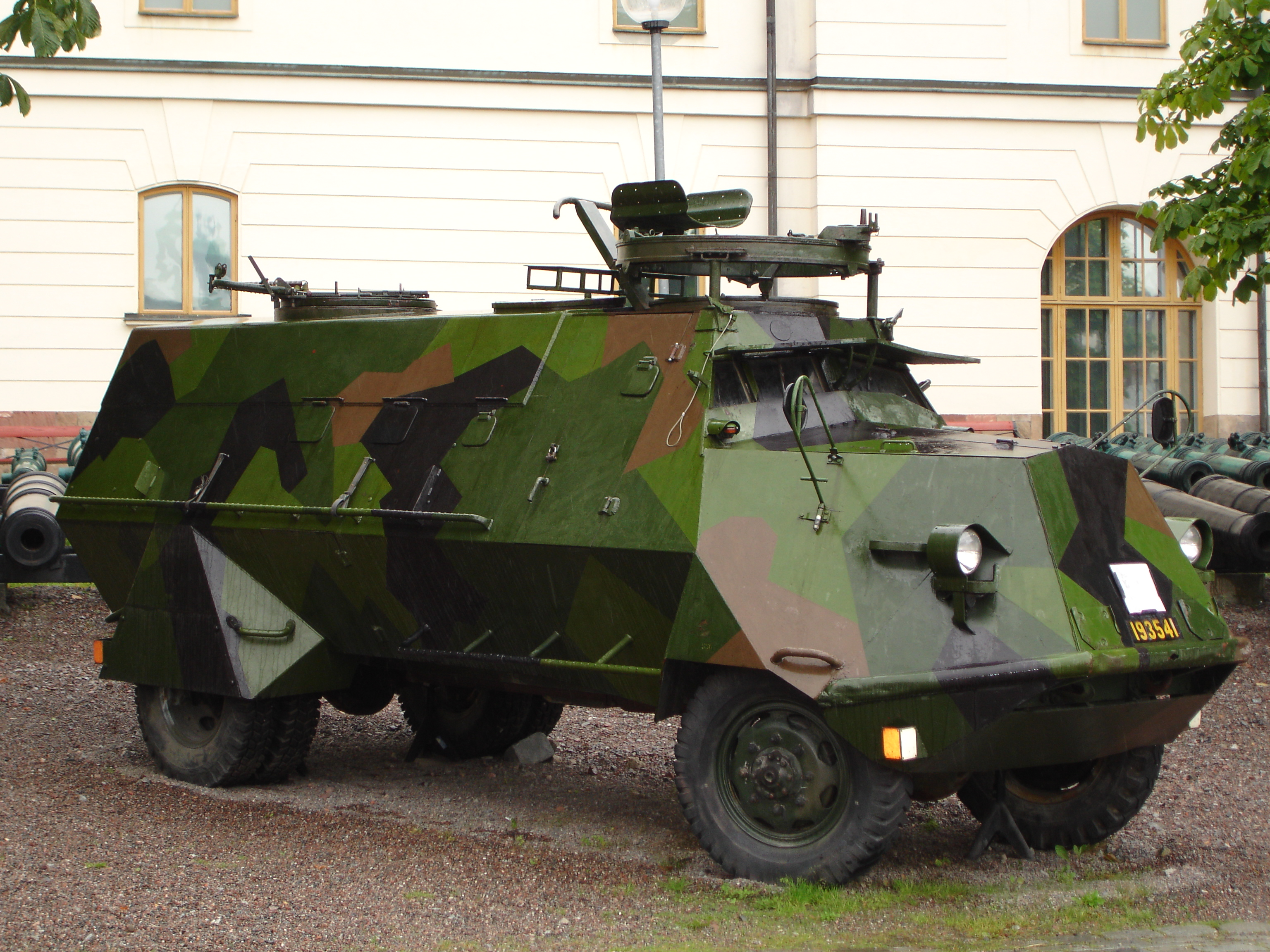
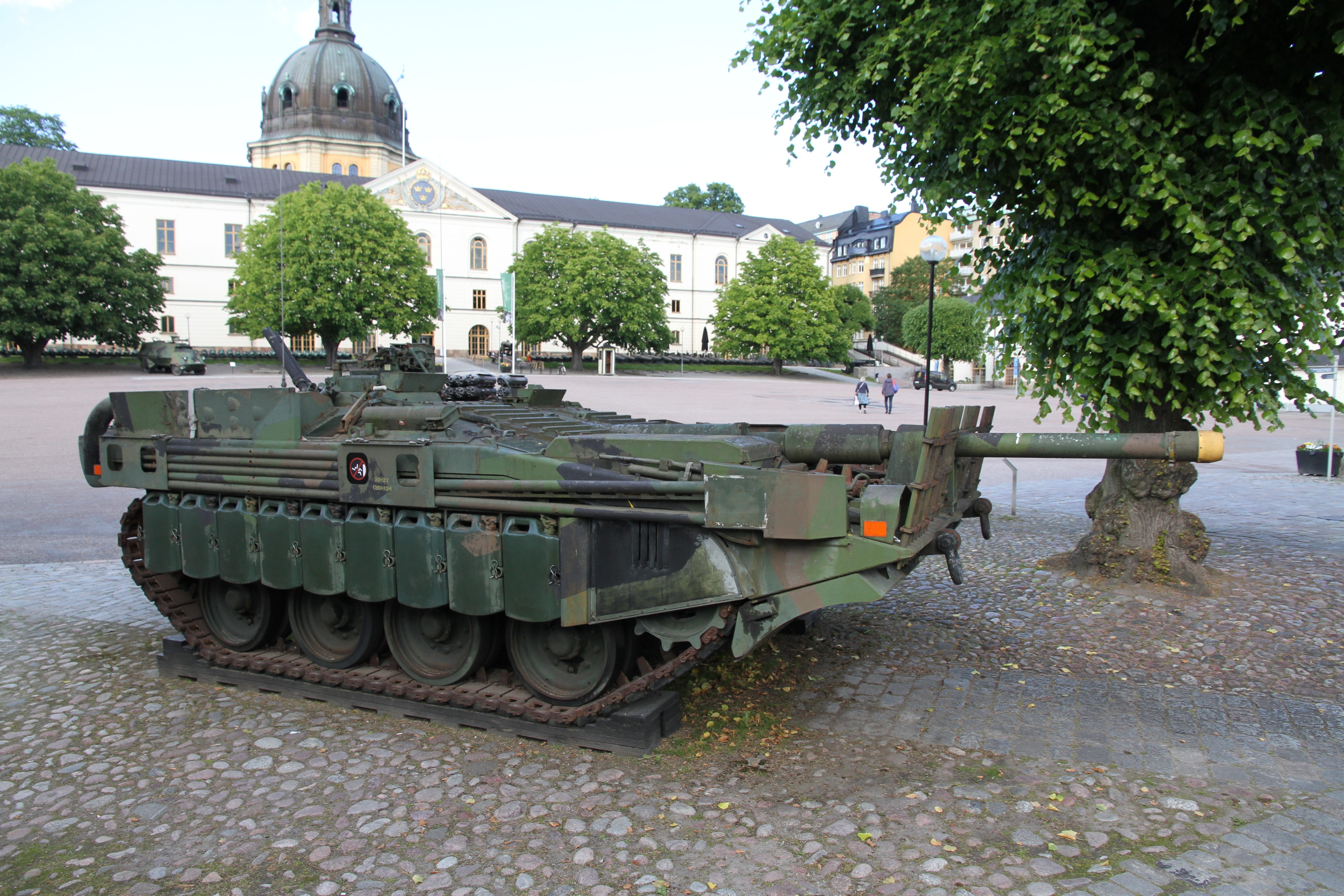
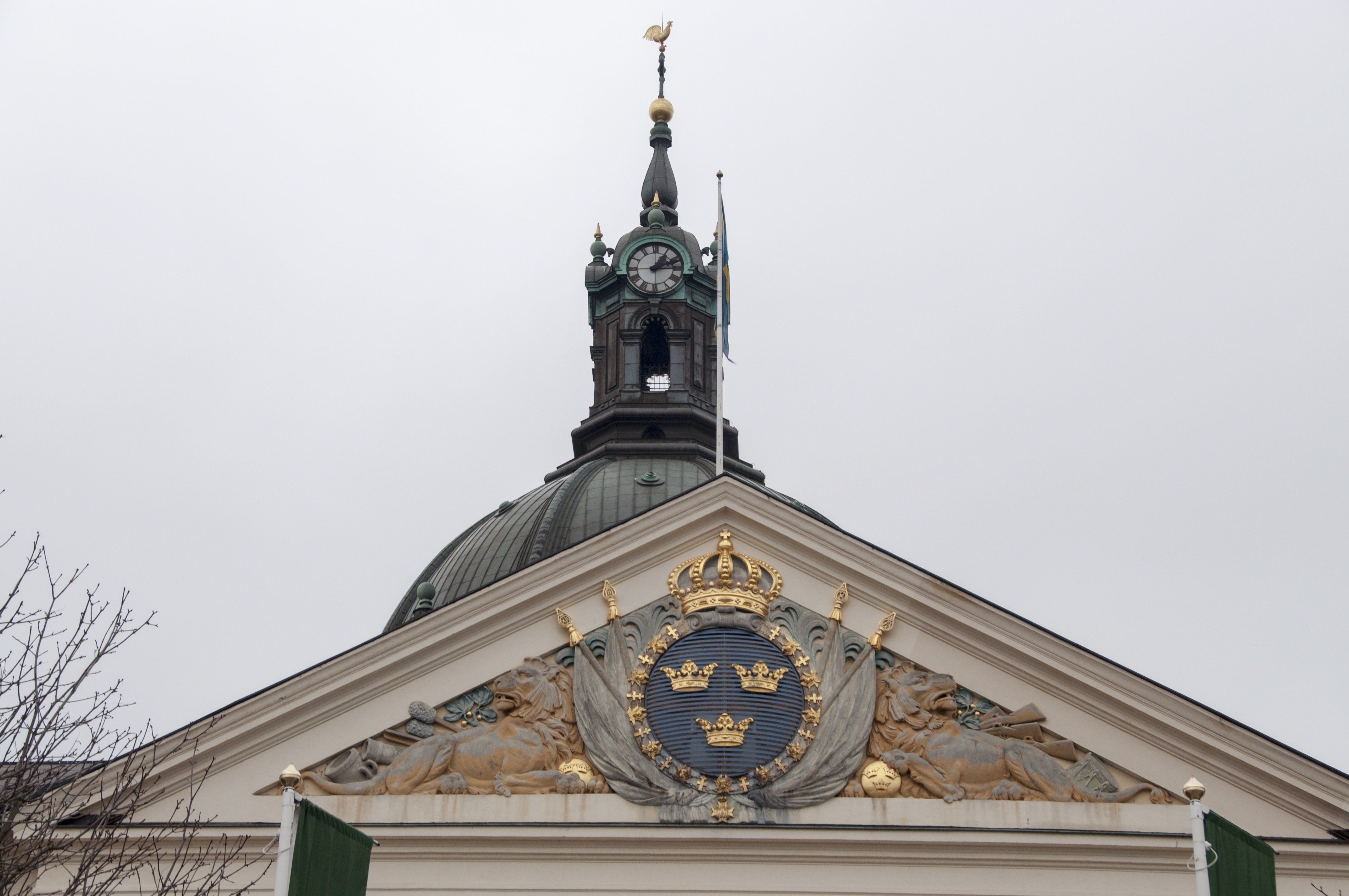
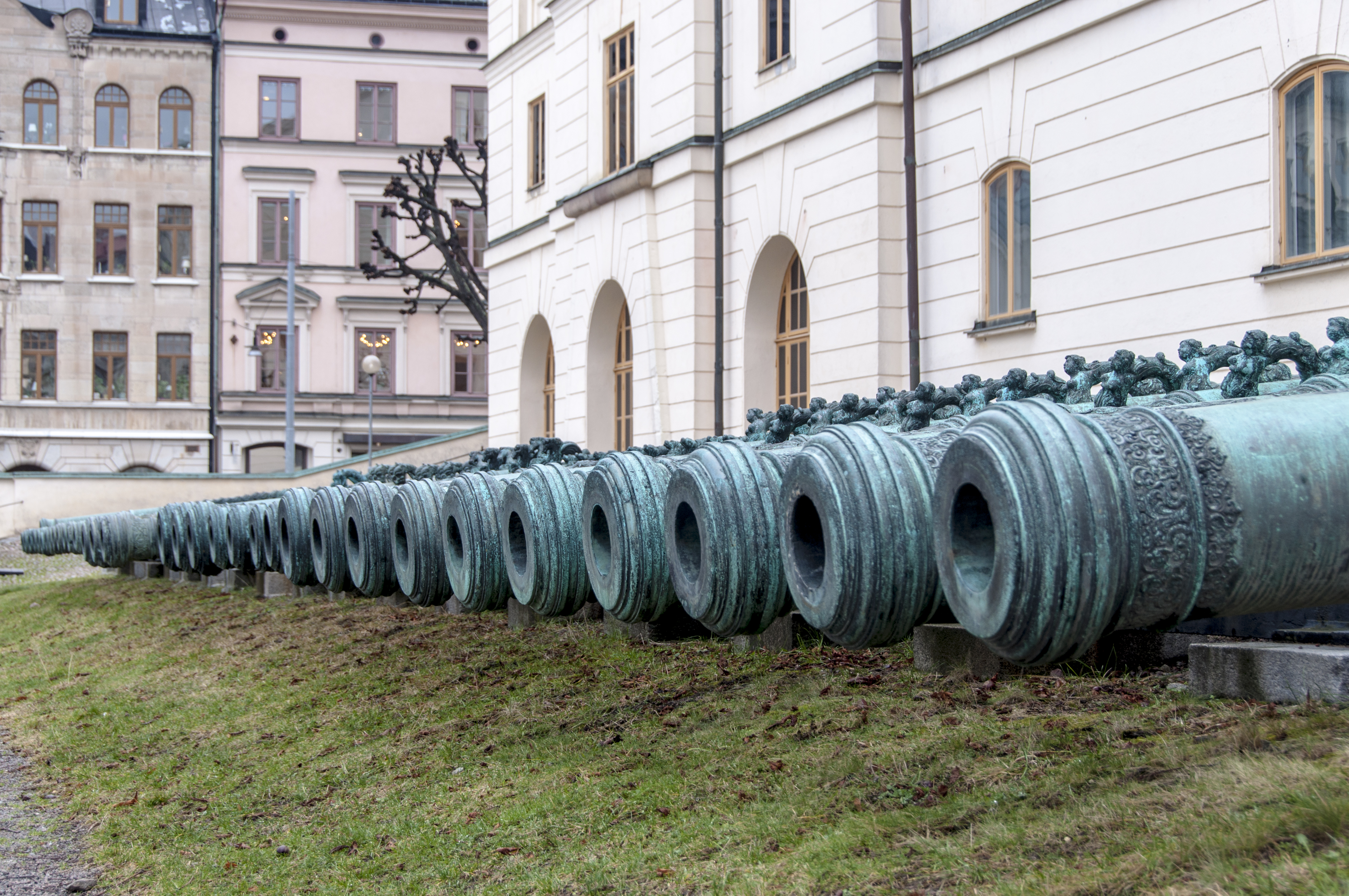
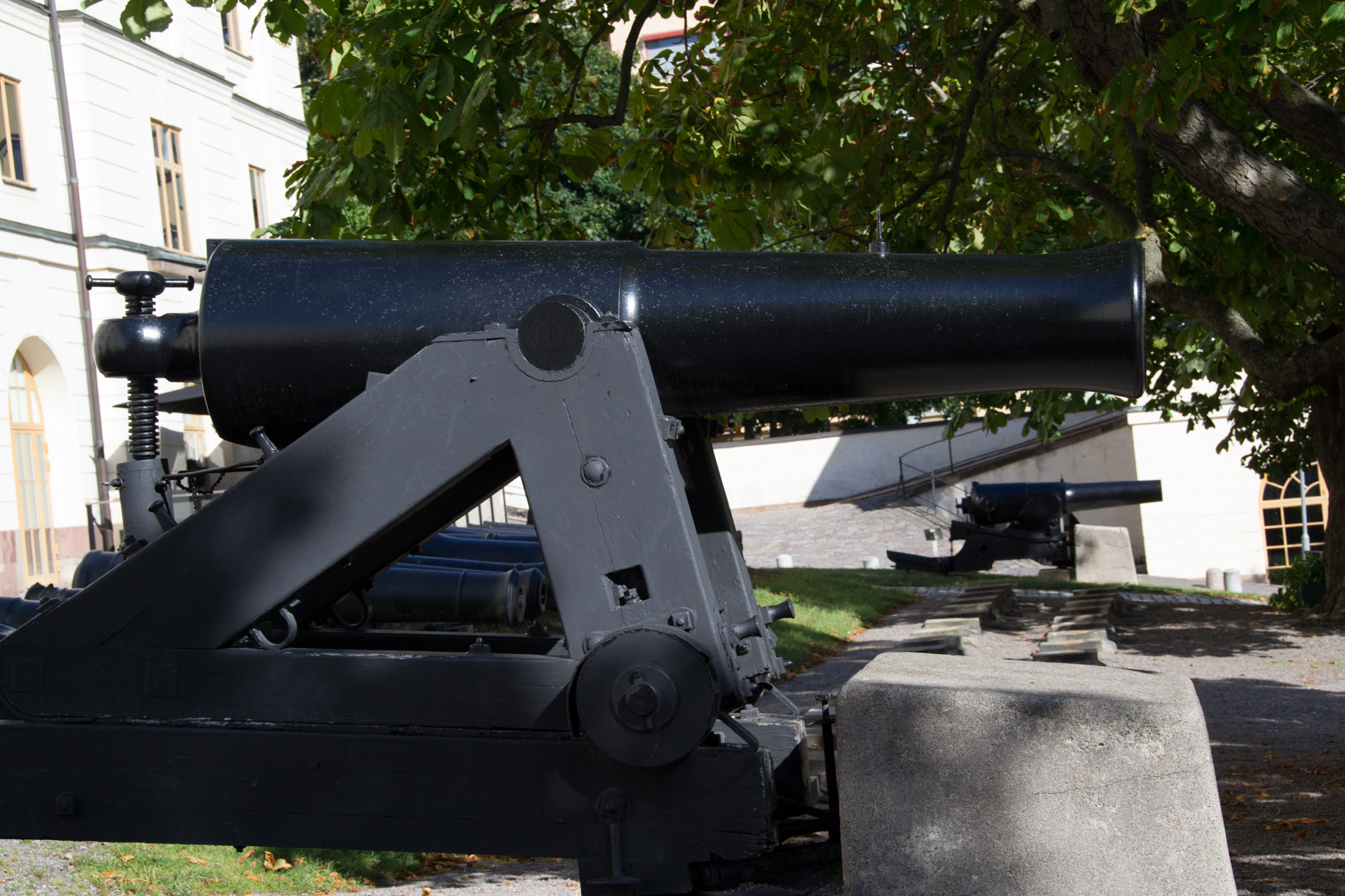
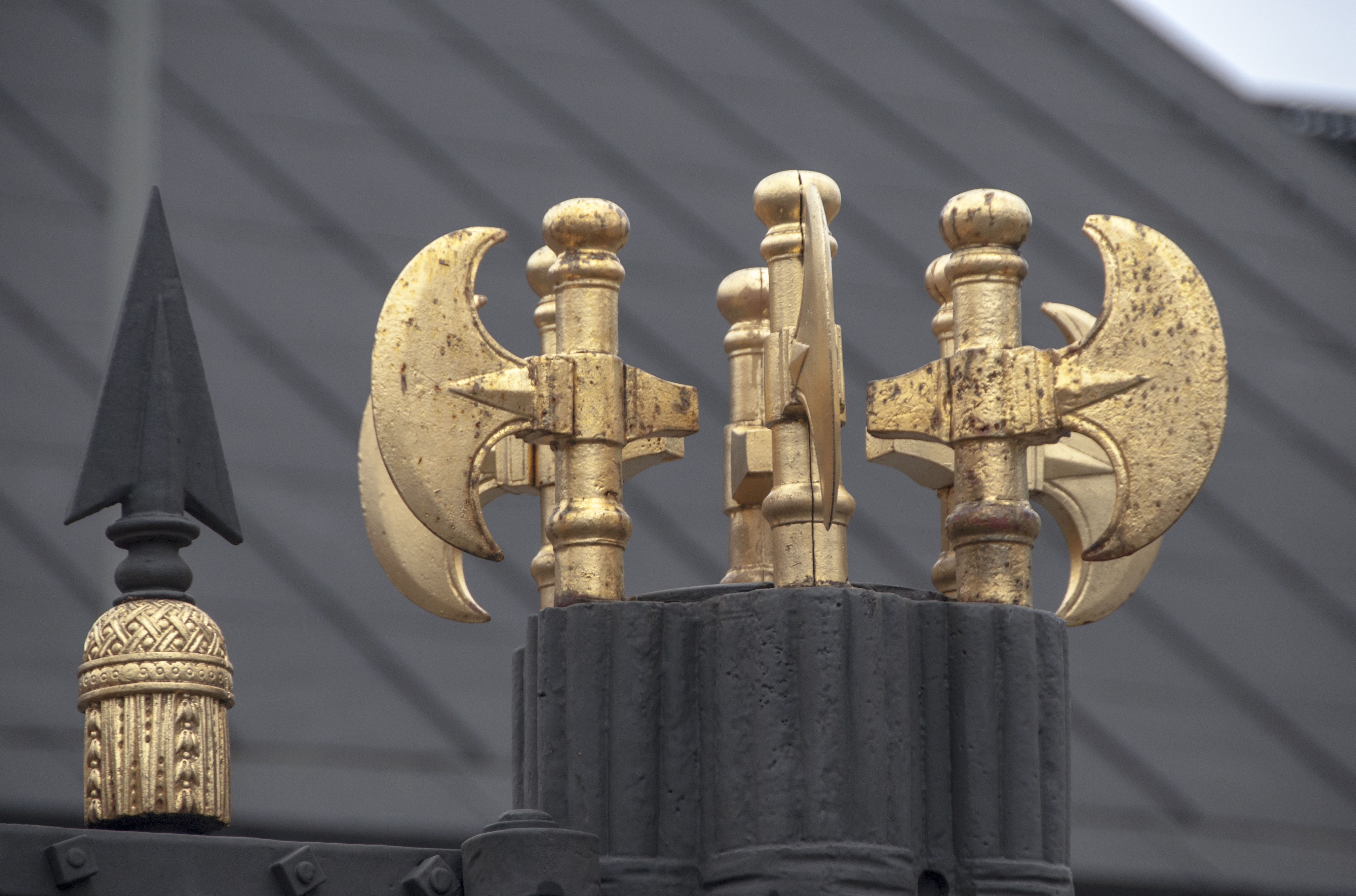
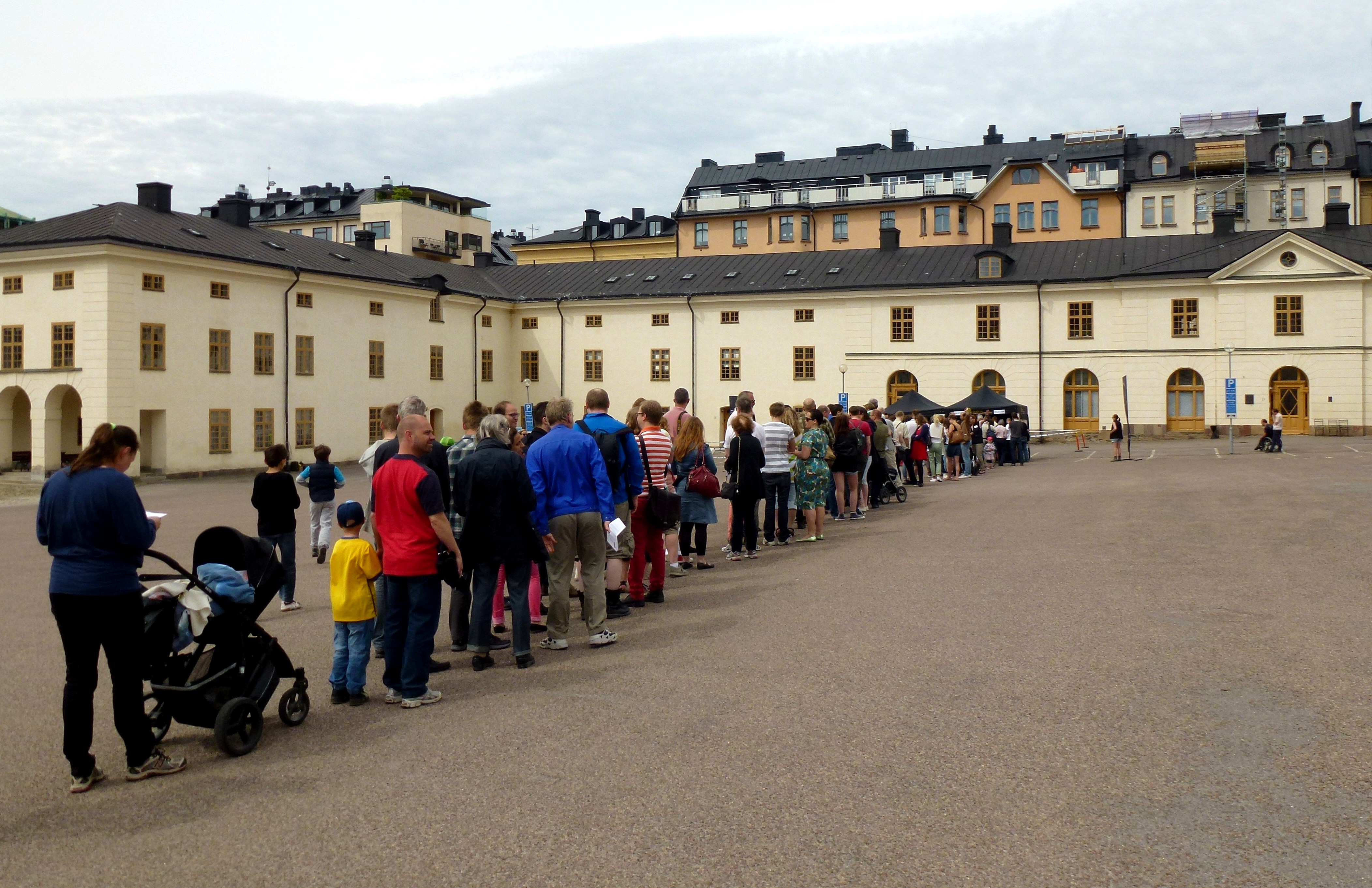
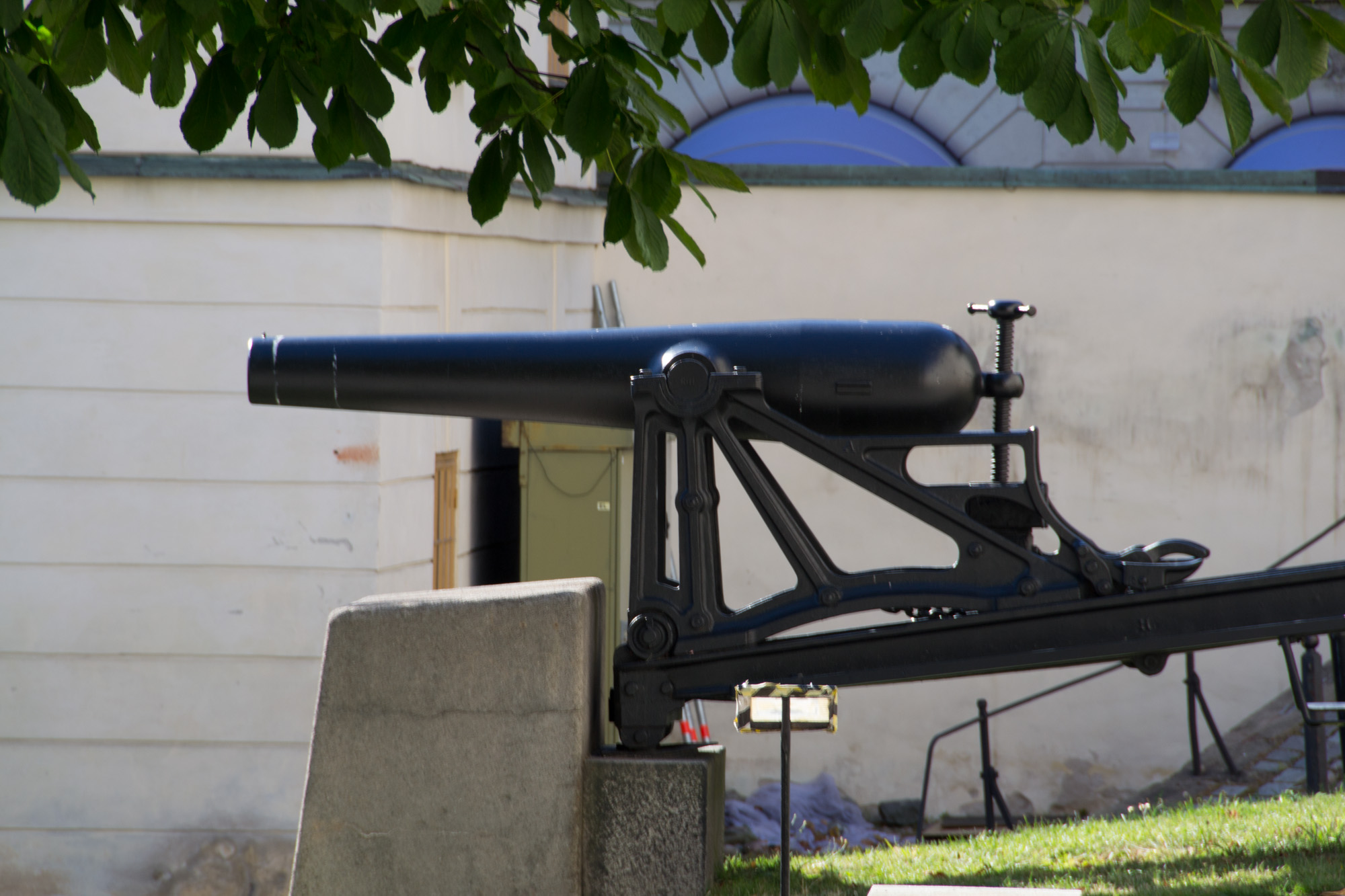
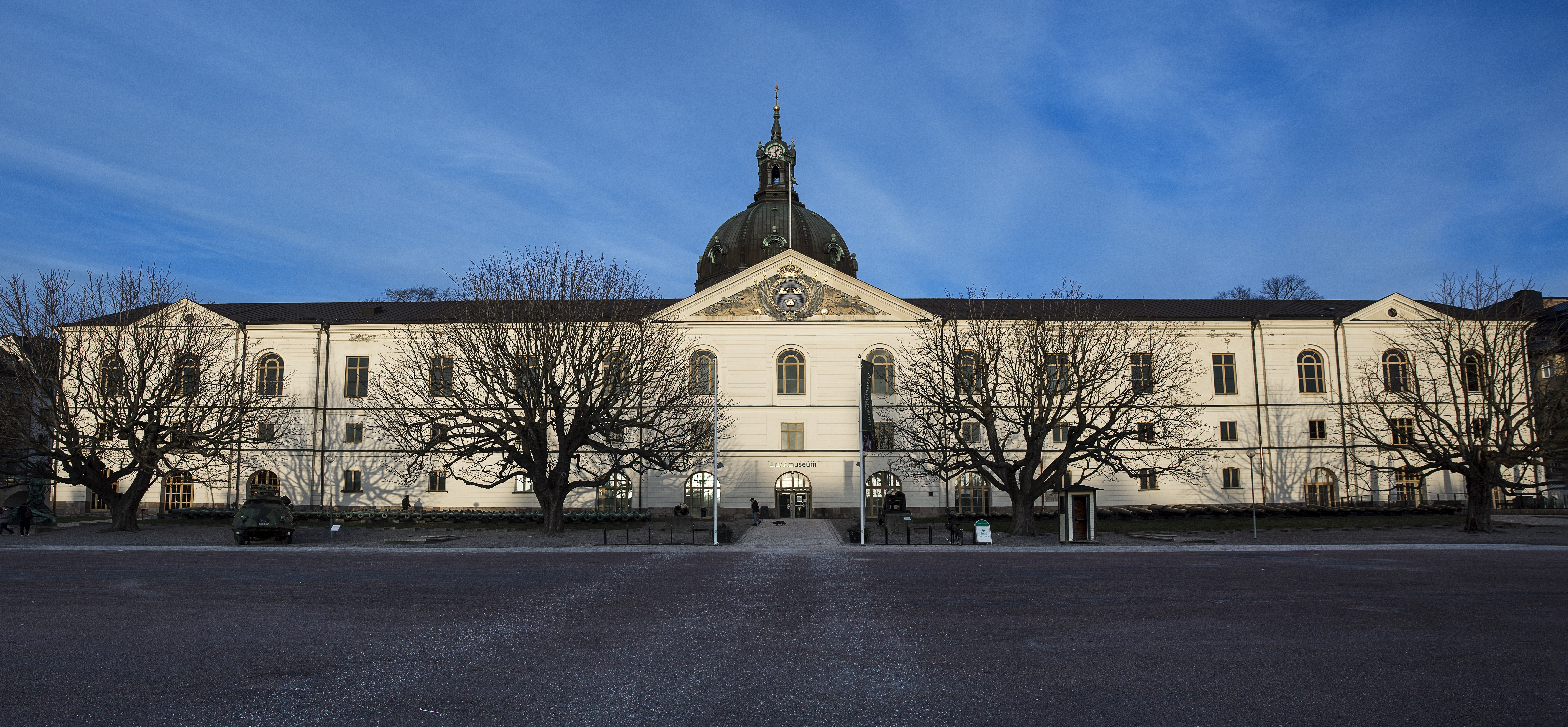